# Muldrow
Muldrow is een plaats (town) in de Amerikaanse staat Oklahoma, en valt bestuurlijk gezien onder Sequoyah County.

## Demografie
Bij de volkstelling in 2000 werd het aantal inwoners vastgesteld op 3104.
In 2006 is het aantal inwoners door het United States Census Bureau geschat op 3202, een stijging van 98 (3,2%).

## Geografie
Volgens het United States Census Bureau beslaat de plaats een oppervlakte van
10,0 km², geheel bestaande uit land. Muldrow ligt op ongeveer 147 m boven zeeniveau.

## Plaatsen in de nabije omgeving
De onderstaande figuur toont nabijgelegen plaatsen in een straal van 12 km rond Muldrow.